# Fanesturm
Der Fanesturm (italienisch Torre di Fanis) ist ein 2922 m s.l.m. hoher Gipfel in der Fanesgruppe in den Dolomiten. Er liegt in der Provinz Belluno, Region Venetien.

## Lage
Der Fanesturm steht am Ende eines kleinen Nebenarms des langen Bergkamms, der sich vom Lagazuoi über die Fanesspitzen bis zum Monte Vallon Bianco hinzieht. Der Nebenarm beginnt an der Südlichen Fanesspitze und verläuft in nordwestlicher Richtung über eine Länge von etwa 560 m bis zum Fanesturm, von wo aus er steil in das Travenanzes-Tal abfällt. Der Berg liegt im  Regionalen Naturpark der Ampezzaner Dolomiten (Parco naturale regionale delle Dolomiti d’Ampezzo). 
An seiner Westseite wird der Fanesturm von der Fanesturmscharte (ital. Forcella di Torre Fanes) von der südwestlich gelegen Cima Cadin di Fanis (2900 m) abgegrenzt. An der Ostseite ist es die im Ersten Weltkrieg als Mörserscharte bezeichnete Scharte, die ihn von einem unbenannten niedrigeren Felsturm trennt.

## Geologie
Das Fanesgebiet weist eine über 3000 m dicke Gesteinsabfolgen auf. Die ältesten Schichten sind ungefähr 270 Mio. Jahre alt, die jüngsten 25 Mio. Jahre. Das Gestein des Gebiets des Lagazuoi, des Col dei Bos und der Tofane stammen aus dem Karnium am Ende des Zeitalters des dolomitischen Archipels. Das Gebiet der Fanes mit seinen ausgedehnten Hochebenen und Erhebungen besteht aus Kalkgestein, das während des letzten Abschnittes der Trias (Norium und Rhaetium) sowie während des Zeitalters des Juras und der Kreide entstanden sind. Das Gestein zeigt den Übergang von einem weitläufigen und flachen Meer hin zu einem pelagischen Meer, dessen Meeresboden aufgrund der alpinen Gebirgsbildung emporgehobenen wurde.

## Alpinismus
Der Fanesturm ist ein reiner Kletterberg auf den kein einfacher Weg führt und der nicht sehr häufig besucht wird. Auch der Abstieg ist lang und kompliziert. 1898 erkundeten und durchstiegen Viktor Wolf von Glanvell  und Günther von Saar seine Südwestwand. Bekannte Kletterer haben hier ihre Spuren hinterlassen wie K. und E. Kiene, Angelo Dibona und Luigi Rizzi.

## Erster Weltkrieg

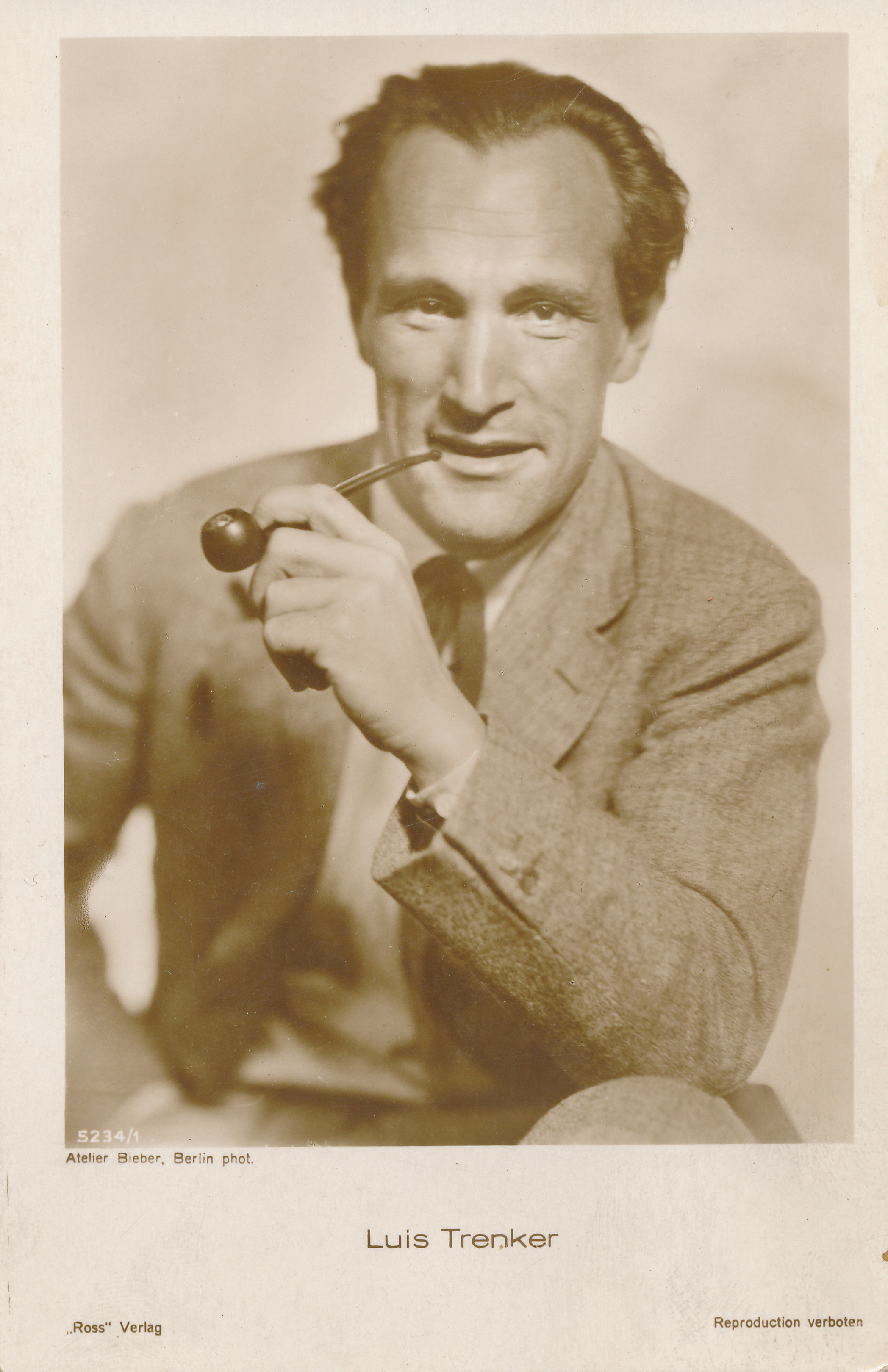
Luis Trenker

Während des Ersten Weltkrieges wurden die beiden Scharten, die den Fanesturm eingrenzen im Laufe des zweiten Kriegsjahres in die österreichisch-ungarische Frontlinie zwischen Lagazuoi, Faneskamm und Monte Vallon Bianco einbezogen. Zwar hatte Generalleutnant Konrad Krafft von Dellmensingen nach dem Eintreffen des Deutschen Alpenkorps im Sommer 1915  auf diese leichter zur verteidigende Frontlinie gedrängt, aber der österreichisch-ungarische Bundesgenosse in Person von Generalmajor Ludwig Goiginger beharrte auf einer weiter vorgezogenen Linie zwischen dem Kleinen Lagazuoi und dem Castelletto. Nach den verlustreichen Kämpfen im Sommer 1916 wurde schließlich die leichter zu verteidigende Linie über den Faneskamm eingenommen.
Sie bestand zunächst aus einer mehr oder weniger zusammenhängenden Feldwachenlinie, die die Fanesturmscharte miteinbezog und von den Gasserdepots über die Scharte zur Wolf-Glanvell-Hütte führte. Die Fanesturmscharte lag dabei ständig unter dem Beschuss schwerer italienischer Artillerie. Im schneereichen Dezember 1916 wurden die Unterstände in der Scharte von Lawinen fortgerissen und mussten mühsam wieder aufgebaut werden.
Im Abschnitt Fanesturm war die Kaiserjäger-Streifkompanie 6 stationiert, der unter anderem Luis Trenker angehörte. Trenker verarbeitete seine Kriegserlebnisse am Fanesturm später in dem 1931 gedrehten Kriegsfilm Berge in Flammen.
Darin führt der Südtiroler Bergführer Florian Dimai, alias Luis Trenker, seinen italienischen Freund Arthur Franchini auf den Fanesturm. Es ist zu sehen wie sich Franchini in das Gipfelbuch mit folgendem Text einträgt: 
„Mit meinem Führer und Freund Dimai den Fanesturm über die SO Kante erstiegen. 1. August 1914, Arthur Franchini, Roma.“